# Eyong Enoh
Eyong Tarkang Enoh (Kumba, 23 maart 1986) is een voormalig Kameroens profvoetballer die doorgaans als middenvelder speelde. Enoh speelde tussen 2008 en 2014 bijna 100 wedstrijden in het eerste elftal van AFC Ajax. Medio 2020 beëindigde Enoh zijn profcarrière. Momenteel speelt hij bij de Ajax Amateurs.
Hij was van 2009 tot 2016 international in het Kameroens voetbalelftal, waarvoor hij 52 wedstrijden speelde en 2 doelpunten maakte.

## Clubcarrière

### Jeugd
Enoh werd geboren in Kumba als zoon van een ambtenaar. Hij begon in de jeugd bij Little Foot uit Tiko en kwam, nadat hij opviel tijdens de universiteitskampioenschappen in 2002 (Enoh studeerde medicijnen aan de Universiteit van Buéa), bij Mount Cameroon in de hoogste competitie van zijn vaderland. Hij kreeg er de bijnaam Verón naar de Argentijnse middenvelder Juan Sebastián Verón.

### Turkse Republiek Noord-Cyprus
Hij ging via een spelersmakelaar in 2004 in de Turkse Republiek Noord-Cyprus spelen voor Mağusa Türk Gücü S.K., hier speelde hij 36 wedstrijden en daarin wist hij een doelpunt te maken.
In het seizoen 2005/2006 vertrok Enoh naar Türk Ocağı Limasol SK. Dit liep niet uit tot een succes, Enoh maakte geen minuten. Na een half jaar werd in overeenstemming zijn contract ontbonden en Enoh werd transfervrij.

### Ajax Cape Town
Enoh wilde terug naar Afrika en ging uiteindelijk in Zuid-Afrika bij Ajax Cape Town spelen. Enoh moest eerst nog fit worden. Daarom speelde hij in het seizoen 2006/2007 maar negen wedstrijden. In deze wedstrijden maakte hij zo'n goede indruk dat hij het daaropvolgende seizoen uitgroeide tot een vaste waarde en een belangrijke speler bij de club uit Kaapstad. Hij werd dat seizoen aanvoerder en verkozen tot beste speler van dat seizoen.
Enoh was in de zomer van 2008 op proef was bij clubs uit Frankrijk, Denemarken, Zweden en Engeland maar kreeg geen contract. Bij Maccabi Haifa kwamen de clubs er onderling niet uit. Manager Harry Redknapp van Portsmouth FC besloot hem na een proefperiode aan te trekken maar Enoh kreeg geen werkvergunning voor Groot-Brittannië.

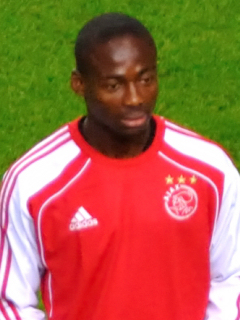
Enoh tijdens opwarming voor Ajax - Olympique Lyon op 14 september 2011.

### AFC Ajax
Hans Vonk, de keeper destijds van Cape Town, tipte hem vervolgens bij Ajax. Hierna volgde een korte proefperiode met als gevolg een tweejarig contract met een optie voor nog twee seizoenen.
Eyong Enoh maakte zijn debuut voor Ajax op 21 september 2008 tegen Feyenoord (2-2). Een paar dagen later, op donderdag 25 september, startte Enoh in de basis van het bekerduel tegen FC Utrecht (2-0). Enoh scoorde in de met 2-2 gelijkgespeelde UEFA Cup wedstrijd AFC Ajax - Olympique de Marseille de 1-0. In de seizoenen 2008-2009 en 2009-2010 droeg Enoh een Ajax shirt met rugnummer 21. In het seizoen 2010-2011 nam Enoh rugnummer 6 over van Rasmus Lindgren wat betekent dat Enoh wordt gezien als een vaste kracht in de selectie van Ajax. In de eerste wedstrijd van het seizoen 2010-2011 speelde Enoh met Ajax tegen PAOK Saloniki uit Griekenland in de voorrondes voor de UEFA Champions League. Enoh speelde de volle 90 minuten en de wedstrijd eindigde in 1-1.

### Verhuur aan Fulham
Op 31 januari 2013 werd voor het sluiten van de transferwindow bekendgemaakt dat Enoh voor een half jaar verhuurd werd aan Fulham, waar hij herenigd werd met trainer Martin Jol en Urby Emanuelson met wie tijdens zijn Ajax-periode ook samengewerkt heeft. Er werd tevens een optie tot koop bedwongen. Op 17 maart 2013 maakte Enoh zijn debuut voor Fulham. In de uitwedstrijd bij Tottenham Hotspur (0-1 winst) kwam Enoh in de 78e minuut in het veld voor Giorgos Karagounis. Hij zou dit seizoen tot negen wedstrijden komen; dit bleek te weinig voor Fulham om de optie tot koop te lichten, waardoor Enoh in de zomer terugkeerde bij Ajax.

### Terugkeer bij AFC Ajax
Na zijn verhuurperiode aan het Engelse Fulham keerde Eyong Enoh voor het seizoen 2013/14 terug in Amsterdam. Tijdens een persconferentie in De Lutte meldde trainer Frank de Boer dat Enoh niet in zijn plannen zou voorkomen.
Op 15 september 2013 maakte Enoh zijn eerste officiële wedstrijd minuten in het shirt van Jong Ajax in de Jupiler League wedstrijd thuis tegen Willem II (1-1), hij speelde de hele wedstrijd.
Enoh speelde in de eerste seizoenshelft van 2013/14 geen enkele wedstrijd voor de hoofdmacht van Ajax, wel speelde hij 9 wedstrijden voor Jong Ajax. Tijdens de winter transferperiode kwamen er verschillende geruchten op gang, er werd onder meer gesproken over een transfer naar het Turkse Antalyaspor en het Duitse Eintracht Frankfurt.

### Antalyaspor
Op 19 januari 2014 maakte Ajax bekend dat het Enoh zal verhuren aan Antalyaspor. Enoh maakte op 19 januari 2014 zijn debuut voor Antalyaspor, een de bekerwedstrijd thuis tegen Galatasaray SK, die eindigde in een 1-1-gelijkspel. Enoh maakte op 26 januari 2014 zijn competitiedebuut in de uitwedstrijd bij Kayseri Erciyesspor, die met 3-1 werd gewonnen.

### Standard Luik
Op 30 augustus 2014 werd bekendgemaakt dat Enoh een tweejarig contract had getekend bij Standard Luik. Enoh kon niet direct in actie komen voor Standard Luik, omdat Antalyaspor zou weigeren te erkennen dat Enoh transfervrij was na de degradatie. Hierop besloot Standard Luik naar de FIFA te stappen. Op 3 oktober 2014 kreeg Enoh toestemming van de FIFA om uit te komen voor Standard Luik. In een competitiewedstrijd op 5 oktober 2014 uit tegen Club Brugge (3-0-verlies), maakte Enoh zijn debuut voor Luik. Hierbij werd hij na elf minuten van het veld gestuurd met een rode kaart. In zijn eerste competitiewedstrijd van het nieuwe seizoen op 2 augustus 2015 thuis tegen Zulte-Waregem was Enoh voor de eerste keer trefzeker in het shirt van Luik. Hij opende na vijf minuten de score. Luik won de wedstrijd met 2-1. Enoh verlengde in augustus 2015 zijn contract bij Standard tot medio 2017.

### Willem II
In januari 2018 tekende Enoh een halfjarig contract bij Willem II. Hij speelde 5 wedstrijden voor de Tilburgers.

### Cyprus
In juli 2018 tekende Enoh een eenjarig contract bij Enosis Neon. Hij speelde er 24 wedstrijden een maakte 1 doelpunt. In juli 2019 tekende Enoh een contract bij Olympiakos Nicosia, waar hij 8 wedstrijden speelde.

### SV Robinhood
In juli 2020 ging Enoh in Nederland voetballen bij amateurvereniging SV Robinhood.

## Clubstatistieken
Beloften
| Seizoen | Club      |                    | Competitie     | Competitie | Competitie |
| Seizoen | Club      | Wed.               | Competitie     | Dlp.       |            |
| ------- | --------- | ------------------ | -------------- | ---------- | ---------- |
| 2013/14 | Jong Ajax | Vlag van Nederland | Eerste divisie | 9          | 0          |
| Totaal  | Totaal    | Totaal             | Totaal         | 9          | 0          |

Senioren
| Seizoen         | Club                  |                       | Competitie            | Competitie | Competitie | Beker | Beker | Internationaal | Internationaal | Overig | Overig | Totaal | Totaal |
| Seizoen         | Club                  | Wed.                  | Competitie            | Dlp.       | Wed.       | Dlp.  | Wed.  | Dlp.           | Wed.           | Dlp.   | Wed.   | Dlp.   |        |
| --------------- | --------------------- | --------------------- | --------------------- | ---------- | ---------- | ----- | ----- | -------------- | -------------- | ------ | ------ | ------ | ------ |
| 2004/05         | Mağusa Türk Gücü SK   | Vlag van Noord-Cyprus | Birinci Lig           | 36         | 1          | 0     | 0     | —              | —              | —      | —      | 36     | 1      |
| Club totaal     | Club totaal           | Club totaal           | Club totaal           | 36         | 1          | 0     | 0     | 0              | 0              | 0      | 0      | 36     | 1      |
| 2005/06         | Türk Ocağı Limasol SK | Vlag van Noord-Cyprus | Birinci Lig           | 0          | 0          | 0     | 0     | —              | —              | —      | —      | 0      | 0      |
| Club totaal     | Club totaal           | Club totaal           | Club totaal           | 0          | 0          | 0     | 0     | 0              | 0              | 0      | 0      | 0      | 0      |
| 2006/07         | Ajax Cape Town        | Vlag van Zuid-Afrika  | Premier Soccer League | 9          | 0          | 0     | 0     | —              | —              | —      | —      | 9      | 0      |
| 2007/08         | Ajax Cape Town        | Vlag van Zuid-Afrika  | Premier Soccer League | 27         | 1          | 0     | 0     | —              | —              | —      | —      | 27     | 1      |
| Club totaal     | Club totaal           | Club totaal           | Club totaal           | 36         | 1          | 0     | 0     | 0              | 0              | 0      | 0      | 36     | 1      |
| 2008/09         | AFC Ajax              | Vlag van Nederland    | Eredivisie            | 19         | 1          | 0     | 0     | 5              | 1              | —      | —      | 24     | 2      |
| 2009/10         | AFC Ajax              | Vlag van Nederland    | Eredivisie            | 27         | 1          | 5     | 0     | 9              | 0              | —      | —      | 41     | 1      |
| 2010/11         | AFC Ajax              | Vlag van Nederland    | Eredivisie            | 27         | 1          | 4     | 0     | 13             | 0              | 1      | 0      | 45     | 1      |
| 2011/12         | AFC Ajax              | Vlag van Nederland    | Eredivisie            | 22         | 0          | 2     | 0     | 5              | 0              | 0      | 0      | 29     | 0      |
| 2012/13         | AFC Ajax              | Vlag van Nederland    | Eredivisie            | 3          | 0          | 2     | 0     | 4              | 0              | 0      | 0      | 9      | 0      |
| Club totaal     | Club totaal           | Club totaal           | Club totaal           | 98         | 3          | 13    | 0     | 36             | 1              | 1      | 0      | 148    | 4      |
| 2012/13         | → Fulham FC (huur)    | Vlag van Engeland     | Premier League        | 9          | 0          | 0     | 0     | —              | —              | —      | —      | 9      | 0      |
| Club totaal     | Club totaal           | Club totaal           | Club totaal           | 9          | 0          | 0     | 0     | 0              | 0              | 0      | 0      | 9      | 0      |
| 2013/14         | AFC Ajax              | Vlag van Nederland    | Eredivisie            | 0          | 0          | 0     | 0     | 0              | 0              | 0      | 0      | 0      | 0      |
| Club totaal1    | Club totaal1          | Club totaal1          | Club totaal1          | 98         | 3          | 13    | 0     | 36             | 1              | 1      | 0      | 148    | 4      |
| 2013/14         | → Antalyaspor (huur)  | Vlag van Turkije      | Süper Lig             | 8          | 0          | 4     | 0     | —              | —              | —      | —      | 12     | 0      |
| Club totaal     | Club totaal           | Club totaal           | Club totaal           | 8          | 0          | 4     | 0     | 0              | 0              | 0      | 0      | 12     | 0      |
| 2014/15         | Standard Luik         | Vlag van België       | Eerste klasse         | 17         | 0          | 1     | 0     | 2              | 0              | —      | —      | 20     | 0      |
| 2015/16         | Standard Luik         | Vlag van België       | Eerste klasse         | 17         | 1          | 3     | 0     | 4              | 0              | —      | —      | 24     | 1      |
| 2016/17         | Standard Luik         | Vlag van België       | Eerste klasse         | 12         | 0          | 1     | 0     | 3              | 0              | 0      | 0      | 16     | 0      |
| Club totaal     | Club totaal           | Club totaal           | Club totaal           | 46         | 1          | 5     | 0     | 9              | 0              | 0      | 0      | 60     | 1      |
| 2018            | Willem II             | Vlag van Nederland    | Eredivisie            | 5          | 0          | 0     | 0     | 0              | 0              | 0      | 0      | 5      | 0      |
| Club totaal     | Club totaal           | Club totaal           | Club totaal           | 5          | 0          | 0     | 0     | 0              | 0              | 0      | 0      | 5      | 0      |
| 2018/19         | Enosis Neon           | Vlag van Cyprus       | A Divizion            | 24         | 1          | 0     | 0     | 0              | 0              | 0      | 0      | 24     | 1'     |
| Club totaal     | Club totaal           | Club totaal           | Club totaal           | 24         | 1          | 0     | 0     | 0              | 0              | 0      | 0      | 24     | 1      |
| 2019/20         | Olympiakos Nicosia    | Vlag van Cyprus       | A Divizion            | 8          | 0          | 0     | 0     | 0              | 0              | 0      | 0      | 8      | 0      |
| Club totaal     | Club totaal           | Club totaal           | Club totaal           | 8          | 0          | 0     | 0     | 0              | 0              | 0      | 0      | 8      | 0      |
| Carrière totaal | Carrière totaal       | Carrière totaal       | Carrière totaal       | 269        | 10         | 22    | 0     | 45             | 1              | 1      | 0      | 338    | 12     |

1 N.B. Dit betreft een clubtotaal, dus een totaal van beide periodes bij AFC Ajax.
Bijgewerkt op 27 maart 2021

## Interlandcarrière

### Kameroen
Eyong Enoh maakte zijn debuut voor het Kameroens voetbalelftal op zondag 7 juni 2009 tegen Marokko. Dit was een kwalificatiewedstrijd voor het WK 2010 in Zuid-Afrika. Hij maakte zijn eerste doelpunt voor De Ontembare Leeuwen op 29 mei in een oefeninterland tegen Slowakije.
Afrika Cup 2010
Enoh werd geselecteerd voor de Africa Cup van 2010 in Angola. Kameroen, met Inter-spits Samuel Eto'o, zat in poule D samen met Zambia, Gabon en Tunesië. Kameroen verloor haar eerste wedstrijd van Gabon, maar Enoh speelde het laatste kwartier. Tegen Zambia kwam Enoh niet in actie, maar tegen Tunesië en de kwartfinale tegen Egypte speelde hij 90 minuten.
Kameroen verloor in de kwartfinale met 3-1 van Egypte. Er moest een verlenging aan te pas komen om te beslissen wie door zou dringen tot de halve finale van het toernooi. Egypte trok aan het langste eind en wist tweemaal te scoren in de verlenging. Enoh kwam de gehele wedstrijd in actie.
WK 2010 Zuid-Afrika
Enoh werd geselecteerd voor het WK 2010 in Zuid-Afrika. Kameroen speelde in poule E tegen Japan, Denemarken en Nederland. Hier kwam Enoh veel teamgenoten tegen zoals Demy de Zeeuw, Gregory van der Wiel, Christian Eriksen, Dennis Rommedahl en Maarten Stekelenburg. Enoh speelde de gehele verloren wedstrijd tegen Japan (0-1). In de wedstrijd tegen Denemarken viel Enoh uit met een blessure en deze wedstrijd werd weer verloren, maar dit keer met 1-2. Enoh miste de wedstrijd tegen Nederland vanwege zijn blessure. Ook deze wedstrijd wist Kameroen niet te winnen, waardoor ze met 0 punten op het WK teleurstellend terug naar huis keerden.
WK 2014 Brazilië
Op 2 juni 2014 maakte bondscoach Volker Finke dat Enoh behoorde tot de definitieve WK-selectie van 23 man. Dit WK verliep eveneens teleurstellend voor Enoh met Kameroen dat na twee wedstrijden al uitgeschakeld was.
| Interlands van Eyong Enoh voor Kameroen | Interlands van Eyong Enoh voor Kameroen | Interlands van Eyong Enoh voor Kameroen | Interlands van Eyong Enoh voor Kameroen | Interlands van Eyong Enoh voor Kameroen | Interlands van Eyong Enoh voor Kameroen |
| №                                       | Datum                                   | Wedstrijd                               | Uitslag                                 | Soort Wedstrijd                         | Goals                                   |
| Als speler bij AFC Ajax                 | Als speler bij AFC Ajax                 | Als speler bij AFC Ajax                 | Als speler bij AFC Ajax                 | Als speler bij AFC Ajax                 | Als speler bij AFC Ajax                 |
| --------------------------------------- | --------------------------------------- | --------------------------------------- | --------------------------------------- | --------------------------------------- | --------------------------------------- |
| 1.                                      | 7 juni 2009                             | Kameroen - Marokko                      | 0 – 0                                   | Kwalificatie WK 2010                    |                                         |
| 2.                                      | 12 augustus 2009                        | Oostenrijk - Kameroen                   | 0 – 2                                   | Vriendschappelijk                       |                                         |
| 3.                                      | 5 september 2009                        | Gabon - Kameroen                        | 0 – 2                                   | Kwalificatie WK 2010                    |                                         |
| 4.                                      | 10 oktober 2009                         | Kameroen - Togo                         | 3 – 0                                   | Kwalificatie WK 2010                    |                                         |
| 5.                                      | 14 november 2009                        | Marokko - Kameroen                      | 0 – 2                                   | Kwalificatie WK 2010                    |                                         |
| 6.                                      | 13 januari 2010                         | Kameroen - Gabon                        | 0 – 1                                   | Afrika Cup 2010                         |                                         |
| 7.                                      | 21 januari 2010                         | Kameroen - Tunesië                      | 2 – 2                                   | Afrika Cup 2010                         |                                         |
| 8.                                      | 25 januari 2010                         | Egypte - Kameroen                       | 3 – 1                                   | Afrika Cup 2010                         |                                         |
| 9.                                      | 3 maart 2010                            | Italië - Kameroen                       | 0 – 0                                   | Vriendschappelijk                       |                                         |
| 10.                                     | 29 mei 2010                             | Slowakije - Kameroen                    | 1 – 1                                   | Vriendschappelijk                       | 1                                       |
| 11.                                     | 1 juni 2010                             | Portugal - Kameroen                     | 3 – 1                                   | Vriendschappelijk                       |                                         |
| 12.                                     | 14 juni 2010                            | Japan - Kameroen                        | 1 – 0                                   | WK 2010                                 |                                         |
| 13.                                     | 19 juni 2010                            | Kameroen - Denemarken                   | 1 – 2                                   | WK 2010                                 |                                         |
| 14.                                     | 4 september 2010                        | Mauritius - Kameroen                    | 1 – 3                                   | Kwalificatie Afrika Cup 2012            |                                         |
| 15.                                     | 9 oktober 2010                          | Kameroen - Congo-Kinshasa               | 1 – 1                                   | Kwalificatie Afrika Cup 2012            |                                         |
| 16.                                     | 9 februari 2011                         | Macedonië - Kameroen                    | 0 – 1                                   | Vriendschappelijk                       |                                         |
| 17.                                     | 26 maart 2011                           | Senegal - Kameroen                      | 1 – 0                                   | Kwalificatie Afrika Cup 2012            |                                         |
| 18.                                     | 4 juni 2011                             | Kameroen - Senegal                      | 0 – 0                                   | Kwalificatie Afrika Cup 2012            |                                         |
| 19.                                     | 7 juni 2011                             | Rusland - Kameroen                      | 0 – 0                                   | Vriendschappelijk                       |                                         |
| 20.                                     | 7 oktober 2011                          | Congo-Kinshasa - Kameroen               | 0 – 3                                   | Kwalificatie Afrika Cup 2012            |                                         |
| 21.                                     | 11 oktober 2011                         | Equatoriaal-Guinea - Kameroen           | 1 – 1                                   | Vriendschappelijk                       |                                         |
| 22.                                     | 11 november 2011                        | Kameroen - Soedan                       | 3 – 1                                   | Vriendschappelijk                       | 1                                       |
| 23.                                     | 13 november 2011                        | Marokko - Kameroen                      | 1 – 1                                   | Vriendschappelijk                       |                                         |
| Als speler bij Fulham FC                |                                         |                                         |                                         |                                         |                                         |
| 24.                                     | 2 juni 2013                             | Oekraïne - Kameroen                     | 0 – 0                                   | Vriendschappelijk                       |                                         |
| 25.                                     | 9 juni 2013                             | Togo - Kameroen                         | 0 – 0                                   | Kwalificatie WK 2014                    |                                         |
| 26.                                     | 16 juni 2013                            | Congo-Kinshasa - Kameroen               | 0 – 0                                   | Kwalificatie WK 2014                    |                                         |
| Als speler bij AFC Ajax                 |                                         |                                         |                                         |                                         |                                         |
| 27.                                     | 8 september 2013                        | Kameroen - Libanon                      | 1 – 0                                   | Kwalificatie WK 2014                    |                                         |
| 28.                                     | 13 oktober 2013                         | Tunesië - Kameroen                      | 0 – 0                                   | Kwalificatie WK 2014                    |                                         |
| 29.                                     | 17 november 2013                        | Kameroen - Tunesië                      | 4 – 1                                   | Kwalificatie WK 2014                    |                                         |
| Als speler bij Antalyaspor              |                                         |                                         |                                         |                                         |                                         |
| 30.                                     | 5 maart 2014                            | Portugal - Kameroen                     | 5 – 1                                   | Vriendschappelijk                       |                                         |
| 31.                                     | 26 mei 2014                             | Macedonië - Kameroen                    | 0 – 2                                   | Vriendschappelijk                       |                                         |
| 32.                                     | 29 mei 2014                             | Kameroen - Paraguay                     | 1 – 2                                   | Vriendschappelijk                       |                                         |
| 33.                                     | 1 juni 2014                             | Duitsland - Kameroen                    | 0 – 0                                   | Vriendschappelijk                       |                                         |
| 34.                                     | 7 juni 2014                             | Kameroen - Moldavië                     | 1 – 0                                   | Vriendschappelijk                       |                                         |
| 35.                                     | 13 juni 2014                            | Mexico - Kameroen                       | 1 – 0                                   | WK 2014                                 |                                         |
| 36.                                     | 19 juni 2014                            | Kameroen - Kroatië                      | 0 – 4                                   | WK 2014                                 |                                         |
| 37.                                     | 23 juni 2014                            | Kameroen - Brazilië                     | 1 – 4                                   | WK 2014                                 |                                         |
| Als speler bij Standard Luik            |                                         |                                         |                                         |                                         |                                         |
| 38.                                     | 6 september 2014                        | Congo-Kinshasa - Kameroen               | 0 – 2                                   | Kwalificatie Afrika Cup 2015            |                                         |
| 39.                                     | 10 september 2014                       | Kameroen - Ivoorkust                    | 4 – 1                                   | Kwalificatie Afrika Cup 2015            |                                         |
| 40.                                     | 11 oktober 2014                         | Sierra Leone - Kameroen                 | 0 – 0                                   | Kwalificatie Afrika Cup 2015            |                                         |
| 41.                                     | 15 oktober 2014                         | Kameroen - Sierra Leone                 | 2 – 0                                   | Kwalificatie Afrika Cup 2015            |                                         |
| 42.                                     | 15 november 2014                        | Kameroen - Congo-Kinshasa               | 1 – 0                                   | Kwalificatie Afrika Cup 2015            |                                         |
| 43.                                     | 7 januari 2015                          | Kameroen - Congo-Kinshasa               | 1 – 1                                   | Vriendschappelijk                       |                                         |
| 44.                                     | 20 januari 2015                         | Mali - Kameroen                         | 1 − 1                                   | Afrika Cup 2015                         |                                         |
| 45.                                     | 25 maart 2015                           | Indonesië - Kameroen                    | 0 – 1                                   | Vriendschappelijk                       |                                         |
| 46.                                     | 30 maart 2015                           | Thailand - Kameroen                     | 2 – 3                                   | Vriendschappelijk                       |                                         |
| 47.                                     | 6 juni 2015                             | Burkina Faso - Kameroen                 | 2 − 3                                   | Vriendschappelijk                       |                                         |
| 48.                                     | 9 juni 2015                             | Congo-Kinshasa - Kameroen               | 1 − 1                                   | Vriendschappelijk                       |                                         |
| 49.                                     | 14 juni 2015                            | Kameroen - Mauritanië                   | 1 − 0                                   | Kwalificatie Afrika Cup 2017            |                                         |
| 50.                                     | 6 september 2015                        | Gambia - Kameroen                       | 0 − 1                                   | Kwalificatie Afrika Cup 2017            |                                         |
| 51.                                     | 30 mei 2016                             | Frankrijk - Kameroen                    | 3 − 2                                   | Vriendschappelijk                       |                                         |
| 52.                                     | 3 juni 2016                             | Mauritanië - Kameroen                   | 0 − 1                                   | Kwalificatie Afrika Cup 2017            |                                         |

Bijgewerkt t/m 27 maart 2021

## Erelijst
| Competitie           |                |                |                |                |
| Competitie           | Aantal         | Jaren          |                |                |
| Ajax Cape Town       | Ajax Cape Town | Ajax Cape Town | Ajax Cape Town | Ajax Cape Town |
| -------------------- | -------------- | -------------- | -------------- | -------------- |
| Rothmans Cup         | 1x             | 2008           |                |                |
| Nedbank Cup          | 1x             | 2007           |                |                |
| Manguang Cup         | 2x             | 2007, 2008     |                |                |
| Ajax                 |                |                |                |                |
| Eredivisie           | 2x             | 2011, 2012     |                |                |
| KNVB beker           | 1x             | 2010           |                |                |
| Johan Cruijff Schaal | 1x             | 2013           |                |                |
| Standard Luik        |                |                |                |                |
| Croky Cup            | 1x             | 2016           |                |                |

Persoonlijk
- 2008: Premier Soccer League speler van het jaar